# Éric Jalton
Éric Jalton, né le 16 septembre 1961 aux Abymes (Guadeloupe), est un homme politique français.

## Biographie

### Études et formation
Éric Jalton suit des études secondaires à Pointe-à-Pitre puis à Paris où il obtient son baccalauréat (série C), puis un doctorat en chirurgie dentaire à l'université Diderot. Durant ses études à Paris, il est membre de la section socialiste du 18e arrondissement et de SOS Racisme.

### Débuts en politique
En 1988, Éric Jalton rentre dans sa commune natale, Les Abymes, et est élu en 1990 au conseil d’administration de la section socialiste des Abymes en qualité de secrétaire administratif, puis secrétaire fédéral de la jeunesse. Il en devient secrétaire général en 1996 après la mort de son père, Frédéric Jalton.
En 1992, il est élu conseiller régional de la Guadeloupe (après la démission de son père pour cause de cumul des mandats) et réélu en 1993 après l’annulation des élections. En 1995, il entre au conseil municipal des Abymes, puis est élu en 1998 conseiller général au premier tour dans le canton des Abymes-1, et réélu conseiller régional sur la liste d’union de la gauche.

### Le tournant de 2002
Il conduit la liste du Rassemblement abymien pour le progrès aux élections municipales de 2001 aux Abymes.
En 2002, il quitte le PS et est élu député dans la première circonscription de la Guadeloupe, battant le député-maire socialiste des Abymes, Daniel Marsin.
En 2004, il est réélu conseiller général au premier tour et conseiller régional. Pour se conformer à la loi sur le cumul des mandats, il choisit de démissionner de son mandat de conseiller régional de la Guadeloupe. Au cours de ce mandat, il est un des acteurs de premier plan à l'automne 2005 de l'affaire Olivier Grenouilleau.
Éric Jalton est réélu député le 16 juin 2007 avec plus de 62 % des suffrages. Il est rattaché au groupe socialiste.
Lors des élections municipales de 2008, il l'emporte sur Daniel Marsin, maire sortant des Abymes, au second tour en obtenant 59,4 % des suffrages et 39 sièges sur 49. Battu aux élections régionales de 2010 (il arrive en troisième position), il est une nouvelle fois élu député lors des élections législatives de 2012. 
Lors des élections municipales de 2014, sa liste l'emporte dès le premier tour avec 53,6 % des suffrages, devançant le candidat dissident socialiste Olivier Serva. L'année suivante, il est de nouveau battu aux élections régionales, alors qu'il figurait en troisième position sur la liste du député-président de région sortant, le socialiste Victorin Lurel.
Il soutient le candidat En marche Emmanuel Macron pour l'élection présidentielle de 2017. En raison de la loi sur le cumul des mandats, il décide de ne pas se représenter aux élections législatives et de soutenir son adjoint à la mairie des Abymes, Rosan Rauzduel, qui reçoit l'investiture de la FRAPP, mais pas de La République en marche.
Lors des élections municipales de 2020, sa liste l'emporte dès le premier tour face à Olivier Serva, désormais député LREM, avec 70,9 % des suffrages.

## Assiduité à l'Assemblée nationale
Le 1er septembre 2015, le site nosdeputes.fr recense 0 semaine d'activité à l'Assemblée, 0 présence en commission, 0 intervention dans l’hémicycle, 0 rapport écrit, 0 proposition de loi écrite et 0 question orale du député Éric Jalton sur les douze derniers mois.
À la fin de la législature, le site révèle qu'entre 2012 et 2017, Éric Jalton n'a été présent qu'à 5 réunions, n'a pris la parole que 2 fois dans l'hémicycle et n'a écrit aucune proposition de loi ni aucun rapport. Pour venir à Paris, il bénéficiait pourtant de 13 allers-retours par an en avion, offerts par l'Assemblée nationale.

## Affaires judiciaires
En janvier 2016, un policier municipal abymien, Gérard Flory, dépose quatorze plaintes contre Éric Jalton. Les motifs portent sur des affaires d’attouchements, de détournement et d'infraction sur mineur de 15 ans, de fraude et d'escroquerie à l'assurance, et de travaux illicites qui auraient été opérés en mars 2014 au moment des élections municipales.
Début juin 2021, il est mis en examen par le parquet de Pointe-à-Pitre pour « obtention de suffrages ou de votes à l'aide de dons ou de promesses […], trafic d'influence passif par personne investie d'un mandat électif » et « abus de confiance ». Il aurait notamment fait bitumer des routes privées juste avant la campagne de 2014. L'entrepreneur Sylvère Fifi aurait, en outre, reçu des contrats d'enrobage en contrepartie d'un financement électoral. Fifi est mis en examen également pour « trafic d'influence actif sur personne investie d'un mandat public et pour faux en l'espèce des surfacturations présumées ». Enfin, Éric Jalton aurait utilisé les fonds de la FRAPP pour le financement de sa campagne. Le mandataire financier du parti, Frantz Velayoudom, est mis en examen pour « abus de confiance et faux ». 

## Détail des mandats et fonctions

### À l’Assemblée nationale
- 19 juin 2002 – 20 juin 2017 : député de la 1re circonscription de la Guadeloupe.

### Au niveau local
- 23 mars 1992 – 12 décembre 2002 : conseiller régional de la Guadeloupe.
- 19 juin 1995 – 15 mars 2008 : conseiller municipal des Abymes.
- 22 mars 1998 – 11 septembre 2009 : conseiller général de la Guadeloupe (élu dans le canton des Abymes-1).
- Depuis le 16 mars 2008 : maire des Abymes.